# Vauxhall A-Type
La A-Type è un'autovettura prodotta dalla Vauxhall dal 1908 al 1915. Un esemplare singolo è stato costruito nel 1920. La A-Type è stata la prima vettura Vauxhall progettata da Laurence Pomeroy.
Il nome ufficiale del modello era 20 h.p.. È stata commercializzata i quattro versioni: A09, A11, A12 e 16-20. Il 26 ottobre 1910 un esemplare del modello stabilì a Brooklands un record: fu la prima vettura da 20 cavalli fiscali a superare i 160 km/h

## Le origini

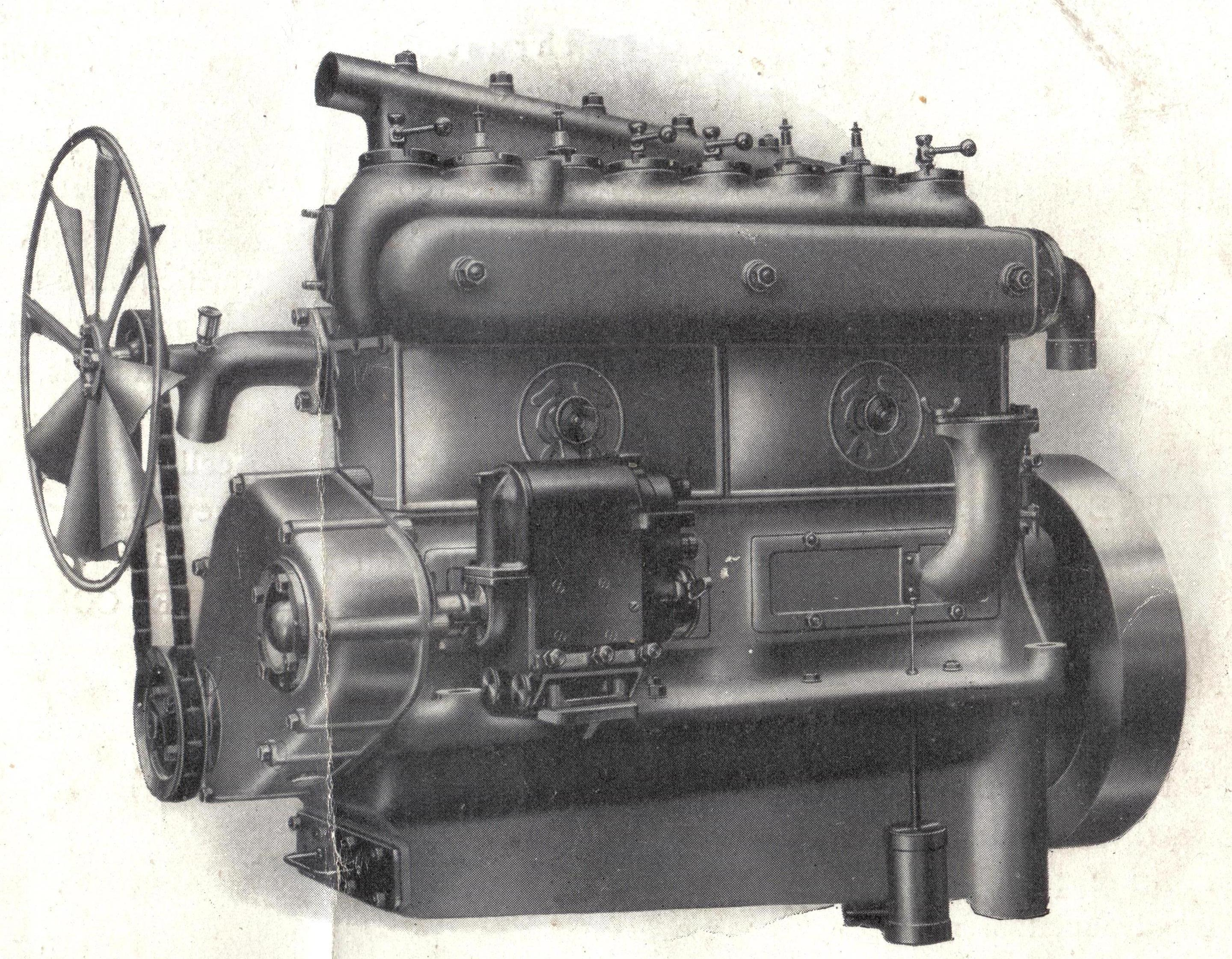
Il motore di una Vauxhall 16-20

Laurence Pomeroy iniziò a lavorare alla Vauxhall nel 1907 come assistente disegnatore. Il suo primo prototipo, che derivava dalla Vauxhall 12-16 e che era denominato "Y1", aveva un ottimo comportamento nelle salite e sui circuiti. Questo prototipo gettò le basi alla progettazione ed allo sviluppo della 20 h.p..

## Caratteristiche

### Motori
Per tutte le versioni era installato un solo tipo di motore, vale a dire un quattro cilindri in linea da 3.054 cm³ di cilindrata (ci fu un'eccezione: una versione della A12 aveva invece montato un propulsore da 3.402 cm³). Esso era a valvole laterali, e la lubrificazione era forzata. L'albero a camme ed il magnete erano mossi, originariamente, da un ingranaggio. Dalla 16-20 in poi, quest'ultimo fu sostituito da una catena.
Nel 1912 l'acciaio delle bielle fu notevolmente migliorato, mentre i pistoni vennero ridotti di peso. Ciò fu fatto per rendere più morbido il comportamento su strada.
La potenza erogata dal motore fu di 38 bhp nel 1909, 60 bhp dal 1910 e 80 bhp dal 1913.

### Il cambio
La A09 e la A11 erano dotate di un cambio a quattro rapporti, anche se alcuni esemplari prodotti all'inizio possedevano una trasmissione a tre marce. Quest'ultimo, fu invece il tipo di cambio installato sulla 16-20.

### Il telaio
Negli anni in cui i modelli furono in produzione, il telaio andò incontro ad un'importante revisione. Per quanto riguarda la 16-20, questa sorte toccò anche al motore.

### Le versioni
Le caratteristiche delle versioni prodotte furono:
| Modello                                  | 20 hp A09                   | 20 hp A11                  | 20 hp A12                             | 22 hp A12               | 16-20 hp A12                                     |
| Esemplari prodotti:                      | 253                         | 359                        | 57                                    | 21                      | 271                                              |
| Produzione:                              | ottobre 1908 - ottobre 1910 | ottobre 1910 - giugno 1912 | giugno 1912 - novembre 1912           |                         | novembre 1912 - 1915 ottobre 1920 (un esemplare) |
| Cilindrata Alesaggio x corsa             | 3 Litri 90 mm x 120 mm      | 3 Litri 90 mm x 120 mm     | 3 Litri 90 mm x 120 mm                | 3½ Litri 95 mm x 120 mm | 3 Litri 90 mm x 120 mm                           |
| Alimentazione carburante:                | gravità                     | gravità                    | gravità forzata per qualche esemplare |                         | forzata                                          |
| Movimentazione albero a camme:           | ingranaggio                 | ingranaggio                | ingranaggio                           |                         | catena                                           |
| Magnete:                                 | Bosch D                     | Bosch D                    | Bosch D                               |                         | Bosch D o Eisman EK4                             |
| Frizione:                                | a cono                      | a cono o multidisco        | multidisco                            |                         | multidisco                                       |
| Tamburi dei freni:                       | 300 mm                      | 300 mm                     | 300 mm                                |                         | 230 mm                                           |
| Rapporto al ponte:                       | da 1:2,95 a 1:4,13          | 1:3,65 o 1:3,875           | 1:3,65 o 1:3,875                      |                         | 1:3,875                                          |
| Ruote:                                   | 875 mm x 105 mm             | 875 mm x 105 mm            | 880 mm x 120 mm                       |                         | 815 mm x105 mm                                   |
| Lunghezza telaio:                        | 2.920 mm o 3.120 mm         | 2.920 mm o 3.120 mm        | 2.920 mm o 3.120 mm                   |                         | 2.970 mm                                         |
| Larghezza telaio: Anteriore: Posteriore: | 760 mm 910 mm               | 760 mm 910 mm              | 760 mm 910 mm                         |                         | 710 mm 860 mm                                    |

La A-Type, con la sua velocità massima di oltre 160 km/h, fu in grado di stabilire parecchi record di velocità nella propria categoria. Il modello fu poi l'ispirazione delle successive Prince Henry e 30-98.
Fino al 2004, sono sopravvissute meno di due dozzine di A-Type.